# Référendum de 1967 au Nouveau-Brunswick
Le référendum de 1967 au Nouveau-Brunswick propose de baisser l'âge de vote de 21 à 18 ans.
Le référendum a eu lieu en octobre 1967, la même journée que les élections provinciales. 67,3 % des personnes ont voté Non. Le gouvernement de Richard Hatfield a mis en œuvre le changement proposé en 1970.